# ロジャー・ゼラズニイ
ロジャー・ゼラズニイ（Roger Joseph Christopher Zelazny, 1937年5月13日 - 1995年6月14日）は、アメリカ合衆国の小説家、SF作家、ファンタジー作家。ゼラズニイ（早川書房、東京創元社、サンリオ）の表記はセラズニイ（サンリオ）、セラズニィ（角川書店）、ゼラズニーとも。ネビュラ賞を3度、ヒューゴー賞を6度受賞し、長編では『わが名はコンラッド』（1965年）と『光の王』（1967年）で受賞している。
神話をモチーフにした華麗なスタイルとアクションが人気を呼ぶ。1960年代に、サミュエル・R・ディレイニー、ハーラン・エリスンらとともにアメリカン・ニュー・ウェーブとも呼ばれた。1970年代以降は、ファンタジーとSFを融合させた作品を多く書いた。また、ジョージ・R・R・マーティンらと共に、多数の作家が競作形式で小説を書くシェアード・ワールドSF小説「ワイルド・カード」にも参加した。
貝虫亜綱の Sclerocypris zelaznyi は彼にちなんで命名された。

## 生涯
ポーランド移民の父とアイルランド系アメリカ人の母の一人息子としてオハイオ州ユークリッドに生まれた。高校では校内新聞の編集長を務め、Creative Writing Clubにも入会していた。1953年、"Conditional Benefit" という作品がファンジン (Thurban 1 #3) に初めて掲載された。また、1954年には商業誌にファンタジーの短編 "Mr. Fuller's Revolt" が売れている。
1955年、ウェスタン・リザーブ大学に入学し、心理学科を経て1959年英文学科卒業。同年ニューヨークのコロンビア大学に学士入学。1962年、エリザベス朝およびジェームズ朝演劇で比較英文学修士号取得。
1962年から1969年までクリーブランドの社会保障局（社会保険局オハイオ支局）に勤め（後にボルチモアに転勤）、帰宅してからSFを書くという生活を開始した。1962年に短編「受難劇」(Passion Play) が『アメージング・ストーリーズ』誌に、「騎士が来た！」(Horseman!) が『ファンタスティック』誌に掲載されて作家デビュー。翌1963年にF&SF誌に発表した「伝道の書に捧げる薔薇」がヒューゴー賞候補となって脚光を浴びる。ショートショートから徐々に長い作品を書くようになっていき、1965年に長編を書くようになった。1966年、最初の長編『わが名はコンラッド』(This Immortal) を出版。1969年5月1日に仕事を辞め、専業作家となった。このころの彼は Baltimore Science Fiction Society の主要な会員であり、ほかにジョー・ホールドマンらも会員だった。
ゼラズニイは2回結婚している。1回目は1964年、2回目は1966年で、1961年ごろにもフォーク歌手と婚約していて破局したこともある。2度目の結婚では2人の息子と1人の娘をもうけた。ゼラズニイが亡くなるころは別居状態で、ゼラズニイは女流作家 Jane Lindskold と住んでいた。
1960年代に結成された Swordsmen and Sorcerers' Guild of America (SAGA) というヒロイック・ファンタジー作家グループの一員でもあり、このグループの作家の作品はリン・カーターのアンソロジーに収録されている。
両親にカトリック教徒として育てられたが、自らを「堕落したカトリック教徒」と称し、その姿勢は死ぬまで変わらなかった。

経歴上は完全なカトリックだが、私はカトリックではない。過去のいずれかの時点に奇妙で複雑な理由からカトリックであることを肯定したことがあると記憶している。しかし、私はどんな宗教団体にも属していない。

1995年、直腸癌から腎不全を起こし、58歳で死去した。

## 作風
ゼラズニイの作品には、見かけ上普通の世界にもっともらしい魔法の体系や何気ない超自然的生命体が登場することが多い。また、神話上の人物を現代を舞台にした小説に登場させることもよくある。さらに、現代を舞台としていながら時代錯誤的要素を導入することが多く、古典的戯曲を参照することも多い。きびきびとした必要最小限の会話は、レイモンド・チャンドラーやダシール・ハメットといったハードボイルドの影響とされることもある。古代と現代、シュルレアリスムと普通の現実との緊張関係が、彼の作品の駆動力となっている。
ゼラズニイ作品には不老不死や人間の神格化といったモチーフが繰り返し登場する。神話を借用した作品としては次のようなものがある。
- ギリシア神話 - 『わが名はコンラッド』
- インド神話 - 『光の王』
- 北欧神話 - The Mask of Loki
- エジプト神話とギリシア神話 - Creatures of Light and Darkness
- キリスト教説話 - 「伝道の書に捧げる薔薇」
- ナバホ神話 - 『アイ・オブ・キャット』
- ラヴクラフトのクトゥルフ神話 - 『虚ろなる十月の夜に』

さらに《真世界アンバー》シリーズには、北欧神話、日本神話、アイルランド神話、アーサー王伝説、実際の歴史上の出来事なども出てくる。
ゼラズニイの作品に影響しているさらに2つの事実として、格闘技が得意だという点と、喫煙者だという点が挙げられる。大学時代にフェンシングのエペを習い、それをきっかけとして生涯に渡って様々な格闘技を習得していった。空手、柔道、合気道（黒帯を取得）、太極拳、テコンドー、ハプキドー、形意拳、八卦掌などを習っている。実際、彼の作品の登場人物はこれらの格闘技を使いこなして敵を倒す。ゼラズニイはまた（1980年代に禁煙するまで）タバコとパイプの愛好者で、登場人物には愛煙家がしばしば見られた。しかし心臓や血管を健康に保ち格闘技を極めるために禁煙するようになった。本人が禁煙すると作中でも喫煙シーンが見られなくなった。
また、ゼラズニイ本人は英語以外の言語に堪能ではなかったが、作中の主人公は外国語（ドイツ語、フランス語、イタリア語、ラテン語など）の金言を口にすることが多かった。
ゼラズニイ作品によく見られる特徴のひとつに「父親の不在」がある。特に《真世界アンバー》シリーズによく見られる。シリーズ初期は主人公コーウィンが神のごとき父オベロンを捜し求める話であり、後期はコーウィン自身が捜される対象となる。このテーマはゼラズニイ作品に多少なりとも共通している。例えば『ロードマークス』、『砂のなかの扉』、『魔性の子』、『外道の市』、「十二月の鍵」、《エーリアン・スピードウェイ》シリーズはいずれも主人公が父を捜しているか、あるいは単に父がいない。ゼラズニイの父は1962年、息子が作家として成功することを知ることなく突然亡くなった。
ゼラズニイはまた、実験的作品も書いている。長編『砂のなかの扉』はフラッシュバックという技法を使い、各章の大半が前章とは関係ないところから始まっている。場面を確立してからそこに至るまでの経緯を描写し、前章の最後までつなぎ、次の章では再びそれとは結びつかない場面で始まる。
『ロードマークス』は時空間のあらゆる場所に通ずる「道」というシステムについての小説であり、主人公が登場する章には全て「一」というタイトルが、二次的なキャラクターが登場する章には全て「二」というタイトルがつけられている。後者にはパルプ・マガジンのヒーローや歴史上の偉人なども登場する。「一」のストーリーは比較的直線的なのに対して、「二」のストーリーは前後関係がばらばらになっている。ゼラズニイは原稿を書き上げてから非線形性を強調するために、「二」と題した各章を無作為に混ぜたのだという。
Creatures of Light and Darkness はエジプトの神々を登場させ、その台詞を全て現在時制にしている。最終章は戯曲になっており、途中のいくつかの章は長い詩になっている。
ゼラズニイはまた、執筆中の小説の登場人物に生命を吹き込むため、本編とは独立した短い断章を出版する意図もなく書くことがよくあった。そのような「断章」が短編として出版された例として "Dismal Light"（1968年）がある。これは長編 Isle of the Dead の主人公 Francis Sandow の背景を描いたものである。
ゼラズニイの長編の特徴のひとつに「ジャンルの融合」がある。例えば『影のジャック』と『魔性の子』は、魔法世界とテクノロジー世界の両方を描いている。『光の王』は古典的な神話ファンタジー形式で書かれているが、冒頭部分でこれが宇宙移民の話であることが明かされる。

## 作品リスト

### 長編
- わが名はコンラッド This Immortal（1965年） - 雑誌初出時の題名は ...And Call Me Conrad で、邦題はこちらに基づく
- ドリーム・マスター The Dream Master（1966年） - 原型は He Who Shapes
- 光の王 Lord of Light（1967年）
- Isle of the Dead（1969年）
- Creatures of the Light and Darkness（1969年）
- 地獄のハイウェイ Damnation Alley（1967年）
- 影のジャック Jack of Shadows（1971年）
- われら顔を選ぶとき Today We Choose Faces（1973年）
- イタルバーに死す To Die in Italbar（1973年）
- 燃えつきた橋 Bridge of Ashes（1976年）
- 砂のなかの扉 Doorways in the Sand（1976年）
- 怒りの神 Deus Irae（1976年） - フィリップ・K・ディックとの合作
- ロードマークス Roadmarks（1979年）
- 魔性の子 Changeling（1980年）
- 外道の市 Madwand（1981年） - 『魔性の子』の続編
- 変幻の地のディルヴィシュ The Changing Land（1981年） - 《ディルヴィシュ》シリーズ
- コイルズ Coils（1982年） - フレッド・セイバーヘーゲンとの合作
- アイ・オブ・キャット Eye of Cat（1982年）
- The Black Throne（1990年） - フレッド・セイバーヘーゲンとの合作
- 虚ろなる十月の夜に A Night in the Lonesome October（1993年）
- Psychoshop（1998年） - アルフレッド・ベスターとの合作。ベスターの未完成遺稿を引き継ぎ1995年に完成。ゼラズニイの遺作
- The Dead Man's Brother（2009年） - ミステリー・スリラー／非SF。1971年作品

### 真世界アンバー
《真世界アンバー》シリーズ（The Chronicles of Amber）
- アンバーの九王子 Nine Princes in Amber（1970年）
- アヴァロンの銃 The Guns of Avalon（1972年）
- ユニコーンの徴 Sign of the Unicorn（1975年）
- オベロンの手 The Hand of Oberon（1976年）
- 混沌の宮廷 The Courts of Chaos（1977年）

《新・真世界アンバー》シリーズ
- Trumps of Doom（1985年）
- Blood of Amber（1986年）
- Sign of Chaos（1987年）
- Knight of Shadows（1989年）
- Prince of Chaos（1991年）

アンバーシリーズ短編集
- Seven Tales in Amber (2019年) ・・7編の短編を収録

### 短編集
- 伝道の書に捧げる薔薇 The Doors of His Face, the Lamps of His Mouth（1971年）
- わが名はレジオン My Name Is Legion（1976年） - 連作集
- キャメロット最後の守護者 The Last Defender of Camelot（1980年）
- 地獄に堕ちた者ディルヴィシュ Dilvish, the Damned（1981年） - 《ディルヴィシュ》シリーズの連作短編集。『変幻の地のディルヴィシュ』の前日譚
- Unicorn Variations（1983年）
- Frost & Fire（1989年）
- Manna from Heaven（2004年）

## 受賞歴
- 1965年 『我が名はコンラッド』ヒューゴー賞 長編小説部門[8]、1976年 星雲賞 海外長編部門
- 1965年 He Who Shapes ネビュラ賞 中長編小説部門
- 1965年 「その顔はあまたの扉、その口はあまたの灯」"The Doors of His Face, the Lamps of His Mouth" ネビュラ賞 中編小説部門
- 1967年 『光の王』ヒューゴー賞長編小説部門[9]
- 1972年 Isle of the Dead アポロ賞
- 1976年 「ハングマンの帰還」Home is the Hangman ヒューゴー賞 中長編小説部門、 ネビュラ賞中長編小説部門
- 1979年 「キャメロット最後の守護者」The Last Defender of Camelot Balrog賞短編部門
- 1982年 「ユニコーン・ヴァリエーション」 Unicorn Variation ヒューゴー賞 中編小説部門、1984年 星雲賞海外短編部門
- 1983年 Unicorn Variations ローカス賞短編集部門、Balrog賞短編集/アンソロジー部門
- 1986年 「北斎の富嶽二十四景」24 Views of Mt. Fuji, by Hokusai ヒューゴー賞中長編部門
- 1986年 Trumps of Doom ローカス賞 ファンタジイ長篇部門[10]
- 1987年 「永久凍土」Permafrost ヒューゴー賞中編小説部門

## 映画化・ゲーム化作品
- 『世界が燃えつきる日』(Survival Run Damnation Alley) ジャック・スマイト監督 1977年 - 原作『地獄のハイウェイ』
- Dreamscape（1984年）という映画は『ドリーム・マスター』の設定に基づいているが、ゼラズニイ本人は設定を提供しただけで映画製作には全く関与していない[6]。
- 『アンバーの九王子』は1987年にコンピュータゲーム化されている。また真世界アンバーで描かれた世界を舞台として Amber Diceless Roleplaying というテーブルトークRPGが1991年に出版された。
- 2021年、HBOが『ロードマークス』の映像化を製作中であると報道された[11]。